# Escale à Broadway
Pour plus de détails, voir Fiche technique et Distribution.
Escale à Broadway (titre original : Lullaby of Broadway) est un film musical américain réalisé par David Butler, sorti en 1951.

## Synopsis
Melinda Howard rentre d'Europe vers les Etats-Unis pour y rejoindre sa mère, Jessica Howard, une ancienne star du music-hall à présent déchue mais qui à travers sa correspondance a continué de faire croire à sa fille qu'elle vivait richement dans une grande demeure.
En réalité, elle se produit désormais dans une boîte minable et elle doit régulièrement subir des cures de désintoxication contre l'alcool.
Lorsque Melinda toque à la porte de la bâtisse, un majordome, Lefty, lui ouvre la porte.
Lui-même et son épouse sont des artistes recalés qui pour survivre ont dû accepter des emplois de personnel de service dans la demeure de Monsieur et Madame Hubbell.
Remplis d'empathie pour la jeune fille, ils n'osent pas lui avouer la déchéance dans laquelle sa mère est tombée. Bientôt, ils mettent Monsieur Hubbell dans la confidence, et lui-même se prête au jeu. Melinda sera logée dans l'aile réservée au personnel et on inventera de nombreux prétextes justifiant l'absence de sa mère.
Cette dernière, informée de la venue de sa fille et ne souhaitant pas se dévoiler dans son état présent, retarde le plus possible la confrontation.
Mais la situation devient de plus en plus compliquée, d'autant plus que Monsieur Hubbell a caché à son épouse qu'une jeune fille dormait en contrebas de la maison. Et les absences répétées de son mari laissent planer le plus grand doute.
Parallèlement, Melinda fait la rencontre d'un jeune danseur, Tom, qui lui fait la cour d'une manière très agressive mais dont elle finit par tomber amoureuse.
Monsieur Hubbell est de plus harcelé par un metteur en scène cherchant à financer son nouveau spectacle.
Tout finira par rentrer dans l'ordre ; la mère et la fille se retrouveront, Tom et Melinda se tiendront la main en se produisant lors du spectacle final, applaudis par Monsieur et Madame Hubbell, et la chanson "Broadway Lullaby" cloturera le spectacle.

## Fiche technique
- Titre : Escale à Broadway
- Titre original : Lullaby of Broadway
- Réalisation : David Butler
- Scénario : Earl Baldwin
- Photographie : Wilfred M. Cline
- Montage : Irene Morra
- Direction musicale : Ray Heindorf
- Chorégraphie : Eddie Prinz, LeRoy Prinz et Al White Jr.
- Direction artistique : Douglas Bacon
- Décorateur de plateau : Lyle B. Reifsnider
- Costumes : Milo Anderson
- Producteur : William Jacobs
- Société de production : Warner Bros. Pictures
- Société de distribution : Warner Bros. Pictures
- Pays de production :  États-Unis
- Langue de tournage : anglais
- Format : Couleur (Technicolor) - Son : Mono (RCA Sound System)
- Genre : Film musical et comédie romantique
- Durée : 92 minutes
- Date de sortie : 
  - États-Unis : 26 mars 1951 New York

## Distribution
- Doris Day : Melinda Howard
- Gene Nelson : Tom Farnham
- S.Z. Sakall : Adolph Hubbell
- Billy De Wolfe : Lefty Mack
- Gladys George : Jessica Howard
- Florence Bates : Mme Anna Hubbell
- Anne Triola : Gloria Davis

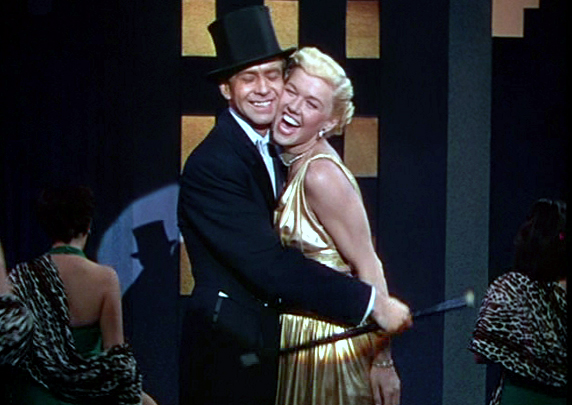
Gene Nelson et Doris Day dans une scène du film.

- Hanley Stafford : Voix de Producteur
- Page Cavanaugh : Lui-même
- Carlo De Mattiazzi : Danseur
- Constance De Mattiazzi : Danseur
- Larry Steers : Invité